# Lijst van voetbalinterlands Brazilië - China
Deze lijst van voetbalinterlands is een overzicht van alle officiële voetbalinterlands tussen de nationale teams van Brazilië en China. De landen speelden tot op heden drie keer tegen elkaar. De eerste ontmoeting was een groepswedstrijd tijdens het Wereldkampioenschap voetbal 2002 op 8 juni 2002 in Seogwipo (Zuid-Korea). Het laatste duel, een vriendschappelijke wedstrijd, werd gespeeld in Recife op 10 september 2012.

## Wedstrijden
| № | Plaats    | Datum             | Competitie        | Wedstrijd        | Uitslag |
| - | --------- | ----------------- | ----------------- | ---------------- | ------- |
| 1 | Seogwipo  | 8 juni 2002       | WK 2002           | Brazilië – China | 4 – 0   |
| 2 | Guangzhou | 12 februari 2003  | Vriendschappelijk | China − Brazilië | 0 − 0   |
| 3 | Recife    | 10 september 2012 | Vriendschappelijk | Brazilië − China | 8 − 0   |

## Samenvatting
| Competitie        | Totaal gespeeld | Winst Brazilië | Gelijk | Winst China | Doelsaldo Brazilië – China |
| ----------------- | --------------- | -------------- | ------ | ----------- | -------------------------- |
| WK-eindronde      | 1               | 1              | 0      | 0           | 4 − 0                      |
| Vriendschappelijk | 2               | 1              | 1      | 0           | 8 − 0                      |
| Totaal            | 3               | 2              | 1      | 0           | 12 − 0                     |

Wedstrijden bepaald door strafschoppen worden, in lijn met de FIFA, als een gelijkspel gerekend.

## Details

### Eerste ontmoeting
| WK 2002 (Seogwipo, Zuid-Korea, 8 juni 2002):                                                                                        |              | |
| Brazilië | 4 – 0        | China |
| Roberto Carlos 15' Rivaldo 32' Ronaldinho 45' (pen.) Ronaldo 55'                                                                    | doelpunten   | |
| Luiz Felipe Scolari | bondscoach   | Bora Milutinović |
| Marcos Cafu Lucio Roque Junior Roberto Carlos Gilberto Silva Ronaldo 72' Rivaldo Ronaldinho 46' Anderson Polga Juninho Paulista 70' | opstellingen | Jiang Jin Wu Chengying Li Tie 62' Ma Mingyu 75' Hao Haidong Li Weifeng Zhao Junzhe Du Wei Li Xiaopeng 66' Qi Hong Xu Yunlong |
| Denilson 46' Ricardinho 70' Edílson 72'                                                                                             | wissels      | 62' Yang Pu 66' Shao Jiayi 75' Qu Bo                                                                                         |
| Ronaldinho 25' Roque Junior 69' | gele kaarten | |